# Corynorhynchus incertus
Corynorhynchus incertus är en insektsart som först beskrevs av Brunner von Wattenwyl 1890.  Corynorhynchus incertus ingår i släktet Corynorhynchus och familjen Proscopiidae. Inga underarter finns listade i Catalogue of Life.